# Rehab (пісня Ріанни)
«Rehab» (укр. Реабілітація) — пісня барбадоської співачки Ріанни з її третього студійного альбому Good Girl Gone Bad, виконана в дуеті зі співаком Джастіном Тімберлейком і випущена як останній сингл з цього альбому 6 жовтня 2008 року.

## Формати і трек-лист
- CD-сингл / Цифрова дистрибуція[1]

1. "Rehab" – 4:54
2. "Rehab" (Instrumental) – 4:54

- US / CAN ексклюзивна цифрова дистрибуція[2]

1. "Rehab" (Timbaland Remix) – 3:30